# Hyphessobrycon cyanotaenia
Hyphessobrycon cyanotaenia é uma espécie de peixe da família dos caracídeos e da ordem dos caraciformes. Os machos podem alcançar 3,3 cm de comprimento.
Vivem em áreas de clima tropical, na América do Sul, mais especificamente, no Brasil.